# Kras (pohoří)
Kras (italsky Carso) nebo také Klasický kras či Krasová plošina, je rozsáhlé území tvořené mnoha horskými skupinami a stejným geologickým složením. Jeho součástí je stejnojmenná přímořská plošina Kras na hranicích mezi jihozápadním Slovinskem a severovýchodní Itálií (Triestský záliv). Kras není samostatným horským masivem, ale seskupením několika masivů. Řadí se pod Dinárské hory. Podle názvu tohoto regionu vznikl geologický pojem kras.

## Členění
Kras se rozkládá na jih od Julských Alp a nemá jednotnou hřebenovou linii. Na severu Krasu se rozkládá skupina Porezen. Charakteristické jsou pro ni bohaté lesy a poměrně vysoké masivy (až 1 622 m). Jižně od této části se zvedá do výše takřka 1 500 m náhorní plošina Trnovski Gozd (Mali Golak 1 495 m), která má již výrazný krasový reliéf. Dalším, vskutku krasovým masivem, zahrnutým pod slovinský Kras je Hrušica, kde se nacházejí nejznámější jeskyně (Postojnské jeskyně a Škocjanské jeskyně). Ta zaujímá plochu kolem 100 km². Na východ od toku řeky Pivka leží plošně malá, ale divoká skupina Javorniki (Škodovnik 1 260 m) s největším výskytem medvědů na celém území Krasu. Na jihovýchodě na tyto masivy navazují menší skupiny – Brkini, Nanos a samostatná přímořská planina Kras.

## Turismus
Kras je nejvýznamnější kvůli svým jeskyním, ve Slovinsku jsou to jeskyně Vilenica (nejstarší turisticky zpřístupněná jeskyně na světě), Lipická jeskyně, Divačská jeskyně, Jeskyně Kačna, Postojnské jeskyně a Škocjanské jeskyně (jeskyně je zapsána v seznamu světového dědictví UNESCO), v Itálii je nejznámější jeskyně Grotta Gigante (jeskyně s největší turisticky zpřístupněnou prostorou na světě). Celým územím vede celá řada horských silnic, mnohdy jdoucích až na nejvyšší vrcholy.

## Osídlení
Většina Krasu se nachází na jihozápadě Slovinska na rozloze 429 km² (pouze přímořská planina Kras) a žije zde přibližně 19 000 obyvatel. V centru krasu se nachází město Sežana. Významné turistické centrum je obec Lipica proslulá chovem lipicánského plemene koní.